# Myasishchev
L'Ufficio Tecnico Myasishchev è uno dei principali uffici tecnici aeronautici russo-sovietici. Chiamato anche OKB-23, è stato attivo nello sviluppo di aerei ad alte prestazioni.

## Storia
L'OKB-23 venne fondato da Vladimir Mjasiščev il 24 marzo 1951. Iniziò subito a lavorare ad alcun importanti progetti per l'aviazione sovietica, primo tra tutti il bombardiere Myasishchev M-4. Nel 1956 iniziò lo sviluppo di un bombardiere supersonico, l'M-50. Questo ambizioso programma, che si concretizzò nella costruzione di due prototipi, venne però cancellato nel 1960.
Infatti, nello stesso anno, i vertici delle forze armate sovietiche, impressionati dai grandi progressi della missilistica, decisero di privilegiare lo sviluppo dei missili balistici. Quindi, venne attuato un programma di riorganizzazione degli uffici tecnici aeronautici, in particolare di quelli che si occupavano di bombardieri. In questo ambito, l'OKB Myasishchev venne sciolto, ed il suo responsabile, Vladimir Mjasiščev, venne promosso capo dello TsAGI, l'Istituto Centrale di Aerodinamica, carica che mantenne fino al 1967.
Il 14 giugno 1967, l'OKB-23 venne ricostruito, sempre sotto la guida di Mjasiščev. Prese l'attuale denominazione di Ufficio Tecnico Myasishchev solo nel 1986, dopo la morte del suo fondatore.
L'ufficio tecnico ancora esiste, e si occupa soprattutto di attività di ricerca e sperimentali. In particolare, sta portando avanti lo sviluppo di un aerospazioplano (programma Cosmopolis XXI).

## Programmi rilevanti
Oltre ai già citati bombardieri Myasishchev M-4 (in tutte le sue versioni) e Myasishchev M-50, l'OKB-23 partecipò ad altri programmi sovietici.
Molto importante fu la collaborazione all'ambizioso programma Buran, che costituiva la risposta sovietica allo Space Shuttle. L'OKB-23 curò infatti la progettazione della cabina di pilotaggio della navetta. Inoltre, venne sviluppato il VM-T Atlant, un aereo progettato appositamente per movimentare parti intere delle navette Buran tra i vari centri di ricerca, oppure trasportare le navette intere direttamente al cosmodromo di Bajkonur (ruolo in cui furono sostituiti, a fine anni ottanta, dal gigantesco Antonov An-225).
L'Ufficio Tecnico Myasishchev lavorò anche alla progettazione di un aereo da ricognizione subsonico capace di operare ad altissima quota, che doveva costituire la risposta sovietica al Lockheed U-2. L'aereo in questione era il Myasishchev M-17, di cui venne poi sviluppata anche la versione perfezionata M-55.
Negli anni settanta l'OKB-23 curò, inoltre, lo sviluppo di alcune particolari versioni dell'Il-22 (nello specifico, si trattava delle versioni M ed M11), progettate per essere utilizzate come posto comando volante.
Altri programmi riguardano aerei per utilizzo agricolo e per il trasporto d'affari, oltre al già citato Cosmopolis XXI.

## Aerei

### Militari
| Nome                    | Tipo                                          |
| ----------------------- | --------------------------------------------- |
| Myasishchev M-4         | Bombardiere strategico                        |
| Myasishchev M-17 (M-55) | Ricognitore strategico subsonico              |
| Myasishchev M-18        | Bombardiere strategico                        |
| Myasishchev M-40        |                                               |
| Myasishchev M-44        |                                               |
| Myasishchev M-48        |                                               |
| Myasishchev M-53        | Trasporto passeggeri supersonico              |
| Myasishchev M-55        | Ricognitore strategico subsonico              |
| Myasishchev M-60        | Bombardiere strategico a propulsione nucleare |
| Myasishchev M-61        | Progetto di un missile da crociera            |
| Myasishchev M-103       |                                               |
| Myasishchev VM-T        | Aereo da trasporto                            |

### Civili

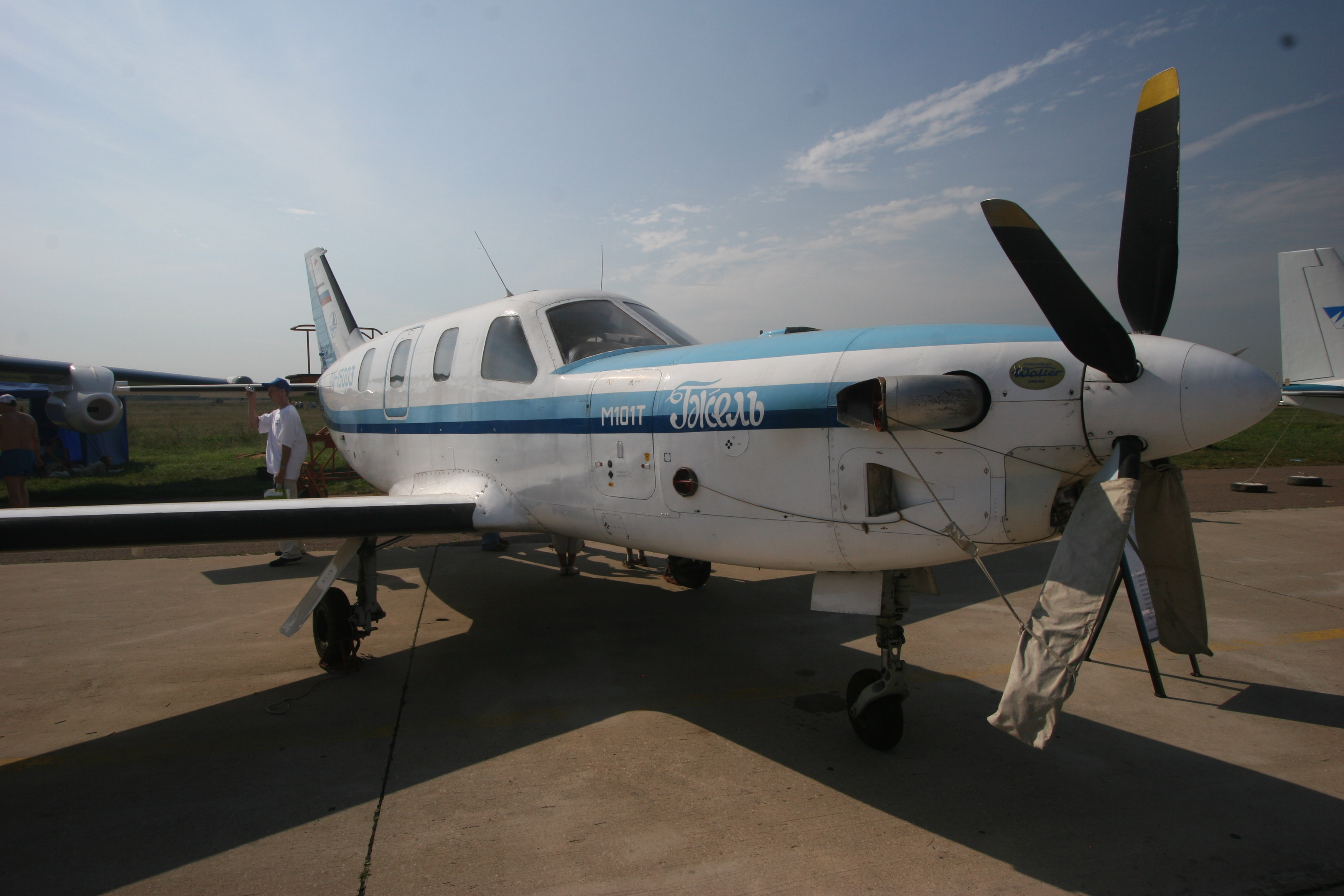
Myasishchev M-101T presentato alla MAKS Airshow 2007, Mosca, Russia

| Nome              | Tipo                                    |
| ----------------- | --------------------------------------- |
| Myasishchev M-101 | Aereo per trasporto d'affari            |
| Myasishchev M-112 | Aereo da trasporto (merci e passeggeri) |
| Myasishchev M-150 | Aereo da trasporto (merci e passeggeri) |
| Myasishchev M-500 | Aereo agricolo                          |

### Spazio
| Nome                                   | Tipo               |
| -------------------------------------- | ------------------ |
| Cosmopolis XXI                         | Aerospazioplano    |
| Myasishchev VKA-23                     | Aerospazioplano    |
| Programma Buran (cabina di pilotaggio) | navicella spaziale |